# Feia dabra
 Feia dabra es una especie de peces de la familia de los Gobiidae en el orden de los Perciformes.

## Morfología
Los machos pueden llegar a alcanzar los 1,9 cm de longitud total y las  hembras 1,77.

## Hábitat
Es un pez de 
Mar y, de clima tropical y asociado a los  arrecifes de coral que vive entre 0-24 m de profundidad.

## Distribución geográfica
Se encuentra en el Pacífico occidental: República de Palau.

## Observaciones
Es inofensivo para los humanos. 